# إبراهيم الفارس
إبراهيم بن عثمان بن محمد الفارس (1376 هـ - الآن). هو رجل دين سني سلفي سعودي، ويشغل منصب أستاذ مساعد بكلية التربية في جامعة الملك سعود في الرياض. كانت ولادته في مدينة روضة سدير 1376 هـ التي تبعد عن الرياض حوالي مئئة وثمانين كيلومتر شمالاً.

## البيانات العلمية
- الابتدائية 1388هـ / ابتدائية سعد بن أبي وقاص بالرياض[2]
- المتوسطة 1391هـ / المتوسطة الثالثة بالرياض
- الثانوية 1394هـ / ثانوية الرياض بالرياض
- البكالوريوس 1404هـ / الإمام محمد بن سعود الإسلامية / كلية أصول الدين.
- الماجســتيـر 1409هـ / الإمام محمد بن سعود الإسلامية / كلية أصول الدين.
- الدكـتــوراه 1416هـ / الإمام محمد بن سعود الإسلامية / كلية أصول الدين.

## السجل الوظيفي
- معيد الإمام محمد بن سعود الإسلامية أربع سنوات
- محاضر الإمام محمد بن سعود الإسلامية ست سنوات
- أستاذ مساعد الإمام محمد بن سعود الإسلامية ثمان سنوات
- أستاذ مساعد جامعة الملك سعود أربع سنوات

## الـخـبـرات الـعـمـلـيـة والاستشارية
- مستشار تحرير مجلة الأسرة منذ عام 1421هـ.
- عضو الهيئة العلمية في مؤسسة الوقف الإسلامي.
- عضو المجلس العلمي في مؤسسة الوقف الإسلامي.
- عملت مديرا للبحث والتقصي في شركة بل كندا للاتصالات.
- عضو في لجنة دراسة خطط الماجستير والدكتوراة في قسم الثقافة.
- عضو في لجان متعددة على فترات زمنية متفرقة في كلية التربية وقبلها في كلية أصول الدين بجامعة الإمام.

## البحوث العلمية
- رسالة الدكتوراه (التحفة الإثني عشرية) للشيخ عبد العزيز الدهلوي تحقيق ودراسة. (بالمشاركة مع آخرين) وقد أشرف عليها الشيخ الدكتور سالم بن عبد الله الدخيل وأعطيت عليها مرتبة الشرف الأولى مع التوصية بالطباعة وتجد تفصيلا لمحتواها في العناوين العامة تحت مسمى «رسائلي العلمية».
- رسالة الماجستير (عبد اللطيف بن عبد الرحمن آل شيخ حياته وآثاره ومنهجه في تقرير العقيدة مع تحقيق كتابه البراهين الإسلامية في رد الشبه الفارسية) وقد أشرف عليها الشيخ عبد الرحمن بن ناصر البراك وقد نالت درجة الامتياز وتجد تفصيلا لها في العناوين العامة تحت مسمى «رسائلي العلمية».
- المواقع النصرانية في الأنترنت عرض ونقد.
- المواقع الشيعة في الأنترنت عرض ونقد.
- ممحصات الخطايا ومكفرات الذنوب.
- أفكار جوهرية للاجتماعات العائلية.
- غزوات الرسول ﷺ دروس وعبر.

## آثاره

### مؤلفاته
| - 92 وسيلة دعوية. - فتاوى مهمة لعموم الأمة. فتاوى في العقيدة. - أهداف دعوة الشيخ محمد بن عبد الوهاب. | - مفهوم الموالاة والمعادة بين أهل السنة ومخالفيهم. - أشهر أئمة الدعوة خلال قرنين. |

### الأشرطة الصوتية
له عدد كبير من المحاضرات المنوعة المُسجّلة في أشرطة صوتية، ومطروحةٌ في السوق، يزيد عددها عن الخمسين شريطاً، وهي موجودة كذلك في مواقع كثيرة على الإنترنت، وهذه بعض عناوينها:
| - الوسطية في تربية الأولاد. - أولادنا بين القسوة والدلال. - المرأة الداعية. - ذات الضفائر. - حتى تكوني متميزة. | - البيت عمار أو دمار. - سلسلسة الرافضة عقيدة وهدفاً في الوقت الحاضر. - قيام الليل. - السلاح الثالث. - الهندوسية. | - السيخ. - كنت في بلاد العجائب. - استخدام الأنترنت في الدعوة إلى الله. - اليزيدية أو عبدة الشيطان. - صور من التحدي اليهودي. |

## منوعات
1- دورات المبتعثين في وزارة الدفاع وبعض القطاعات العسكرية وهي عبارة عن محاضرات منوعة تدور حول:
(المذاهب الفكرية التي يواجهها المبتعث)
2- مشايخ الدراسة:
1- الشيخ عبد الرحمن البراك
2- الشيخ عبد العزيز الراجحي
3- الشيخ صالح الأطرم
4- الشيخ عبد الكريم الخضير
5- الشيخ ناصر العمر
وغيرهم كثير
3- الدورات التدريبية:
شاركت في عدد من الدورات التدريبة وحصلت على عدة شهادات ومنها:
1- دورة المدير الجديد
2- دورة إدارة الوقت
3- دورة إتخاذ القرارات
4- دورة فن الإلقاء
4- أسماء اللجان التي شاركت فيها سواء في كلية أصول الدين أو كلية التربية:
1- لجنة الخطط - التربية
2- لجنة مسار قسم العقيدة - التربية
3- لجنة الحاسب الآلي - أصول الدين
4- لجنة التطوير والتنظيم - أصول الدين
5- لجنة دراسة أحوال الرقاة - أصول الدين
5- الدورات العلمية في خارج المملكة وداخلها: (دبي - السودان - الهند (ثلاث سنوات)- اندونيسيا - الشارقة - الكويت وغيرها)
واشتملت على جملة من المواضيع الشرعية والتربوية والاجتماعية. إضافة إلى عدد كبير من المشاركات بدروس أو محاضرات أو ندوات ودورات في كثير من مدن المملكة.
- مشاركات منوعة في الإذاعة (إذاعتي القرآن الكريم وإذاعة الرياض)وبعض القنوات المختلفة مثل (قناة المجد، قناة السعودية، قناة الشارقة)
- المشاركة في إعداد برنامج نور من القرآن في إذاعة البرنامج العام من الرياض وإذاعة القرآن الكريم وقد سجل منه 300 حلقة بصوت الأخ حمد الدريهم وقد أرفقت نماذج من الحلقات تحت عنوان «نور من القرآن»

انظر القائمة
- تسجيلات برنامج البالتوك

البالتوك ذلكم البرنامج الكبير الذي يجمع الغث والسمين كان لي فيه جملة من المشاركات من محاضرات ودروس ومناظرات واستشارات وفتاوى منوعة يستمع إليها عدد كبير من الناس في أرجاء الأرض.
- المشاركات في الساحات العربية

من خلال كتابة المواضيع أو المشاركة في الحوار الكتابي والردود المختلفة.
- الدروس العلمية المستمرة في جوامع الرياض في السيرة والعقيدة والملل والنحل والمذاهب المعاصرة ومكارم الأخلاق وغيرها.

## حبسه
أصدرت المحكمة الجزائية المتخصصة السعودية في سبتمبر 2020 حكماً قضى بسجن الفارس لمدة ثلاث سنوات، وجاء الحكم بعد مرور أكثر من ثلاثة أعوام من اعتقاله في سبتمبر سنة 2017 ولم تفرج عنها الحكومة السعودية حتي الان رغم الانتهاء من فترة سجنه.